# Kožnatka amurská
Kožnatka amurská (Pelodiscus maackii) je druh želvy z čeledi kožnatkovití. Vyskytuje se v asijském Rusku, severovýchodní Číně, Koreji a Japonsku, kam byla možná zavlečena. Karapax může mít dlouhý až 32,5 centimetru.

## Etymologie
Druhové jméno maackii má na počest ruského přírodovědce Richarda Maacka.